# 시스팬

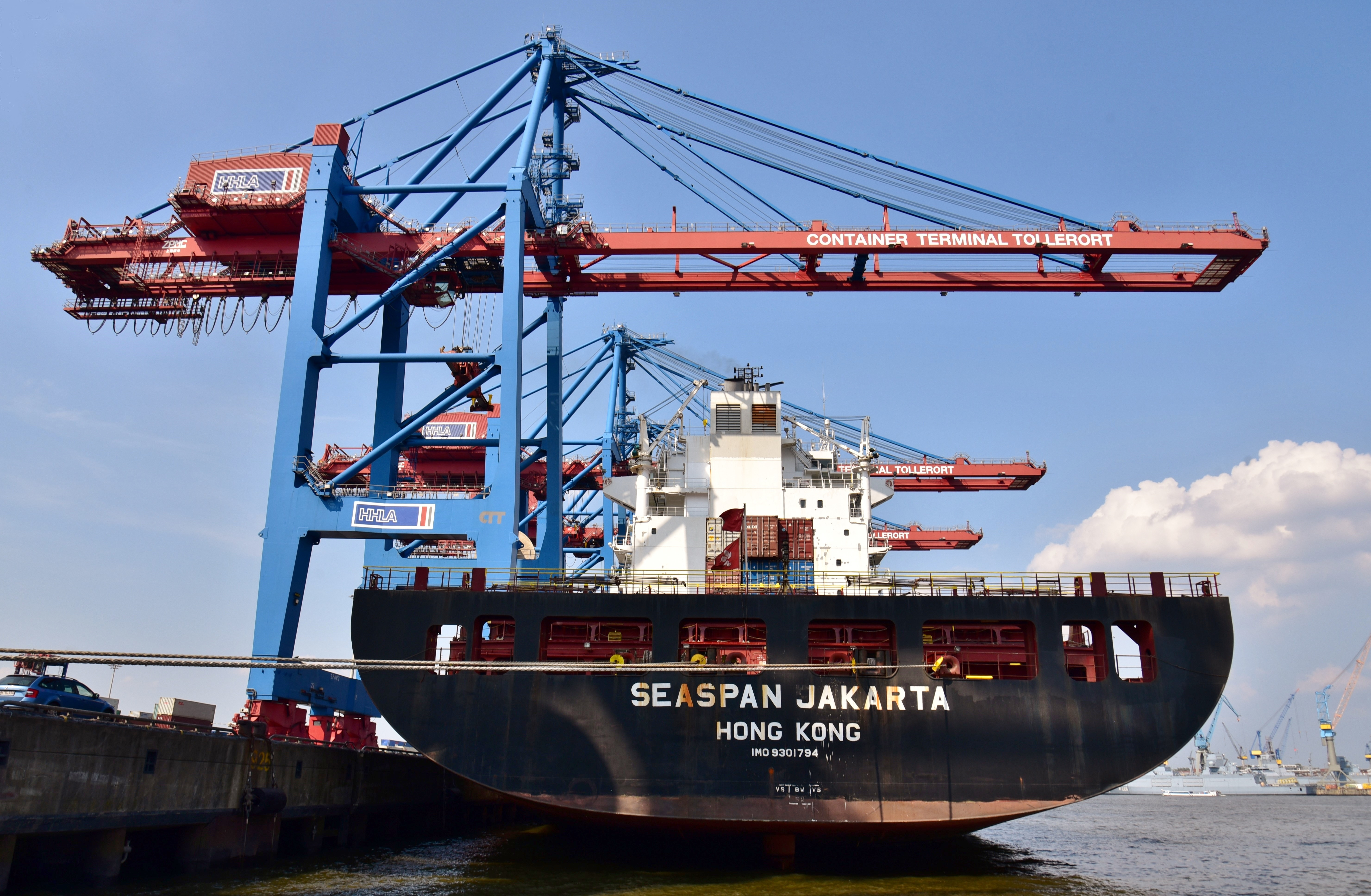

시스팬(Seaspan Marine Corporation)은 캐나다의 선박 업체이다.